# Raad van Discipline
Een Raad van Discipline is een Nederlandse gerechtelijke instantie.
De raad behandelt klachtzaken over advocaten in eerste aanleg. In 2011 werden er zo'n 1000 klachten behandeld. Hoger beroep is mogelijk bij het Hof van Discipline.
Er zijn vier raden van discipline:
- Amsterdam
- Arnhem - Leeuwarden
- Den Haag
- 's-Hertogenbosch